# خربن تایسن
خربن تایسن (انگلیسی: Gerben Thijssen؛ زادهٔ ۲۱ ژوئن ۱۹۹۸) دوچرخه‌سوار اهل بلژیک است.
وی در مسابقات کشوری و بین‌المللی در مجموع برندهٔ ۱ مدال طلا شده‌است.